# Nati nel 1930/Aprile
| Questa pagina contiene informazioni ricavate automaticamente dalle voci biografiche con l'ausilio del template Bio e di un bot. L'aggiornamento è periodico e automatico e ricostruisce completamente la pagina. Se manca una persona in questa lista, sei pregato di non aggiungerla, ma accertati piuttosto che la sua voce biografica contenga il template Bio e che i dati anagrafici siano correttamente compilati. Se il template Bio manca, inseriscilo tu stesso o, in alternativa, metti l'avviso {{tmp\|Bio}} che ne segnala la mancanza. Se i dati riportati sono sbagliati, correggi direttamente la voce biografica; le modifiche saranno visibili in questa lista entro pochi giorni. Per chiarimenti vedi il progetto biografie. La lista contiene solo le 200 persone che sono citate nell'enciclopedia e per le quali è stato implementato correttamente il template Bio. Pagina aggiornata al 18 ago 2025. |

- 1º aprile - Marisa Borini, pianista e attrice italiana
- 1º aprile - Betsy Jones-Moreland, attrice statunitense († 2006)
- 1º aprile - Grace Lee Whitney, attrice statunitense († 2015)
- 2 aprile - Elizaveta Ermolaeva, ex mezzofondista sovietica
- 2 aprile - Roddy Maude-Roxby, attore inglese
- 2 aprile - Yoshinori Shigematsu, calciatore giapponese († 2018)
- 3 aprile - Domenico Balducci, criminale italiano († 1981)
- 3 aprile - Lawton Chiles, politico statunitense († 1998)
- 3 aprile - Carlos Guevara, ex calciatore messicano
- 3 aprile - Helmut Kohl, politico e storico tedesco († 2017)
- 3 aprile - Mario Benjamín Menéndez, generale argentino († 2015)
- 3 aprile - Clive Wilderspin, tennista australiano († 2021)
- 4 aprile - Ennio Di Nolfo, storico e politologo italiano († 2016)
- 4 aprile - Jack Ferguson, pallanuotista britannico († 2025)
- 4 aprile - Jacques Stany, attore e doppiatore bielorusso († 2016)
- 5 aprile - Mary Costa, attrice e soprano statunitense
- 5 aprile - Pierre Lhomme, direttore della fotografia francese († 2019)
- 5 aprile - Jean Perniceni, cestista e allenatore di pallacanestro francese († 2010)
- 6 aprile - Jacques Fesch, criminale francese († 1957)
- 6 aprile - Pampero Firpo, wrestler argentino († 2020)
- 6 aprile - Vincenzo Mannino, sceneggiatore italiano († 1999)
- 6 aprile - Tony Palladino, illustratore, designer e docente statunitense († 2014)
- 6 aprile - Dave Sexton, calciatore e allenatore di calcio britannico († 2012)
- 6 aprile - Anatolij Šeljuchin, fondista sovietico († 1995)
- 7 aprile - Vilma Espín, rivoluzionaria e attivista cubana († 2007)
- 7 aprile - Cliff Morgan, rugbista a 15, conduttore televisivo e giornalista britannico († 2013)
- 7 aprile - Yves Rocher, imprenditore francese († 2009)
- 7 aprile - Skarphéðinn Guðmundsson, saltatore con gli sci islandese († 2003)
- 7 aprile - Ulrich Thein, attore tedesco († 1995)
- 7 aprile - Roger Vergé, cuoco francese († 2015)
- 8 aprile - Carlo Ugo di Borbone-Parma, nobile († 2010)
- 8 aprile - Alberto Bozzato, canottiere italiano († 2022)
- 8 aprile - Rafael Cadenas, poeta e traduttore venezuelano
- 8 aprile - Flavio Carraresi, batterista, compositore e paroliere italiano († 1992)
- 8 aprile - Wilma De Angelis, cantante e conduttrice televisiva italiana
- 8 aprile - John Reardon, baritono statunitense († 1988)
- 8 aprile - Toni Spiss, sciatore alpino austriaco († 1993)
- 8 aprile - Dorothy Tutin, attrice inglese († 2001)
- 9 aprile - Alphonse Amadou Alley, politico beninese († 1987)
- 9 aprile - Maria Luisa Altieri Biagi, linguista italiana († 2017)
- 9 aprile - Nathaniel Branden, psicoterapeuta e scrittore statunitense († 2014)
- 9 aprile - Frank Albert Cotton, chimico statunitense († 2007)
- 9 aprile - Paolo Mantovani, imprenditore e dirigente sportivo italiano († 1993)
- 9 aprile - John McConathy, cestista e allenatore di pallacanestro statunitense († 2016)
- 9 aprile - Folco Quilici, regista, fotografo e scrittore italiano († 2018)
- 9 aprile - Renato Ruggiero, diplomatico e politico italiano († 2013)
- 9 aprile - Bruno Toscano, storico dell'arte e pittore italiano
- 9 aprile - Pino Valenti, scenografo, regista e pittore italiano († 2018)
- 10 aprile - Ljutvi Ahmedov, lottatore bulgaro († 1997)
- 10 aprile - Claude Bolling, compositore, pianista e attore francese († 2020)
- 10 aprile - Dolores Huerta, sindacalista e attivista statunitense
- 10 aprile - Jackie Mudie, calciatore e allenatore di calcio scozzese († 1992)
- 10 aprile - Gian Carlo Ruffino, avvocato e politico italiano († 1994)
- 10 aprile - Szymon Srebrnik, superstite dell'Olocausto polacco († 2006)
- 10 aprile - Tommy Younger, calciatore scozzese († 1984)
- 11 aprile - Francesco d'Avalos, compositore e direttore d'orchestra italiano († 2014)
- 11 aprile - Ronald Fraser, attore britannico († 1997)
- 11 aprile - Kazuo Fukushima, compositore giapponese († 2023)
- 11 aprile - Bill Hefner, politico statunitense († 2009)
- 11 aprile - Tommy Jones, calciatore inglese († 2010)
- 11 aprile - Walter Krüger, giavellottista tedesco († 2018)
- 11 aprile - Anton LaVey, esoterista, musicista e scrittore statunitense († 1997)
- 11 aprile - Silvio Padoin, vescovo cattolico italiano († 2019)
- 12 aprile - Krzysztof Beck, sollevatore polacco († 1996)
- 12 aprile - Francesco Saverio Borrelli, magistrato italiano († 2019)
- 12 aprile - Stefano Condello, carabiniere italiano († 1977)
- 12 aprile - Vincenzo De Toma, attore italiano († 2003)
- 12 aprile - Casimiro García, cestista cubano
- 12 aprile - Teresita González Quevedo, religiosa spagnola († 1950)
- 12 aprile - Arto Koivisto, cestista finlandese († 2016)
- 12 aprile - John Landy, politico e mezzofondista australiano († 2022)
- 12 aprile - Nancy Lyons, ex nuotatrice australiana
- 13 aprile - Howard Mayer Brown, musicologo statunitense († 1993)
- 13 aprile - Roger Browne, attore statunitense († 2024)
- 13 aprile - Donato De Bonis, vescovo cattolico italiano († 2001)
- 13 aprile - S. Muthiah, saggista, giornalista e cartografo indiano († 2019)
- 13 aprile - Sergiu Nicolaescu, regista, attore e politico rumeno († 2013)
- 14 aprile - Nuccia Bongiovanni, cantante italiana († 1970)
- 14 aprile - René Desmaison, alpinista francese († 2007)
- 14 aprile - Bradford Dillman, attore statunitense († 2018)
- 14 aprile - Marco Formentini, politico e funzionario italiano († 2021)
- 14 aprile - George Gekas, politico statunitense († 2021)
- 14 aprile - Yushu Kitano, lottatore giapponese († 2016)
- 14 aprile - Michel Mitrani, regista e attore francese († 1996)
- 14 aprile - Jay Robinson, attore statunitense († 2013)
- 14 aprile - Vytautas Žalakevičius, regista e sceneggiatore lituano († 1996)
- 15 aprile - Richard Davis, contrabbassista statunitense († 2023)
- 15 aprile - Georges Descrières, attore francese († 2013)
- 15 aprile - Marina Dolfin, attrice italiana († 2007)
- 15 aprile - Vigdís Finnbogadóttir, politica islandese
- 15 aprile - Francesco Macri, imprenditore italiano († 2019)
- 15 aprile - Charles Stuart William Palmer, judoka e dirigente sportivo britannico († 2001)
- 15 aprile - Ugo Pifferi, canottiere italiano († 1998)
- 15 aprile - Franco Pisano, generale e aviatore italiano († 2018)
- 15 aprile - Leszek Suski, schermidore polacco († 2007)
- 15 aprile - Bernardo Valli, giornalista e scrittore italiano
- 15 aprile - Zhu Xu, attore cinese († 2018)
- 16 aprile - Fëdor Bogdanovskij, sollevatore sovietico († 2014)
- 16 aprile - Milo Quesada, attore argentino († 2012)
- 16 aprile - Khalifa Said Gouda, sollevatore egiziano († 2014)
- 16 aprile - Herbie Mann, flautista statunitense († 2003)
- 16 aprile - Jiří Skobla, pesista cecoslovacco († 1978)
- 16 aprile - Maurice Walsh, calciatore maltese († 2022)
- 17 aprile - Reza Badiyi, regista iraniano († 2011)
- 17 aprile - Chris Barber, trombonista, arrangiatore e compositore britannico († 2021)
- 17 aprile - Luciano Glori, cantante italiano († 2000)
- 17 aprile - Rémy Julienne, stuntman francese († 2021)
- 17 aprile - Henry Lincoln, scrittore e attore britannico († 2022)
- 17 aprile - Sam Noto, trombettista statunitense
- 17 aprile - Al Schmitt, produttore discografico statunitense († 2021)
- 17 aprile - Mario Traina, numismatico italiano († 2010)
- 17 aprile - Venantino Venantini, attore e stuntman italiano († 2018)
- 18 aprile - Jean Guillou, organista, pianista e compositore francese († 2019)
- 18 aprile - Angus Lennie, attore britannico († 2014)
- 18 aprile - Jackie Loughery, modella e attrice statunitense († 2024)
- 18 aprile - Fons Martin, pallanuotista belga
- 18 aprile - Clive Revill, attore neozelandese († 2025)
- 18 aprile - Gustavo Zanin, organaro italiano († 2021)
- 19 aprile - Nino Bongiovanni, giocatore di baseball e cestista italiano
- 19 aprile - Pietro Giuseppe Grasso, giurista italiano
- 19 aprile - Wim Hendriks, calciatore olandese († 1975)
- 19 aprile - Francesco Malighetti, calciatore italiano († 2018)
- 19 aprile - Ângelo Martins, calciatore portoghese († 2020)
- 19 aprile - Merv Moy, cestista australiano
- 19 aprile - Erkki Pakkanen, pugile finlandese († 1973)
- 19 aprile - Larry Peerce, regista statunitense
- 19 aprile - Dick Sargent, attore statunitense († 1994)
- 19 aprile - Francisco Serp, ex schermidore argentino
- 19 aprile - Manuel Torres Pastor, calciatore spagnolo († 2014)
- 20 aprile - Lluís Brines Selfa, musicista e compositore spagnolo († 2011)
- 20 aprile - Ivo Fürer, vescovo cattolico svizzero († 2022)
- 20 aprile - Gordon Hamilton-Fairley, oncologo australiano († 1975)
- 20 aprile - Hilde Hofherr, ex sciatrice alpina e dirigente sportiva austriaca
- 20 aprile - Stuart Lewis-Evans, pilota di Formula 1 britannico († 1958)
- 20 aprile - Bobby Simpson, giocatore di football americano, cestista e dirigente sportivo canadese († 2007)
- 21 aprile - Mário Covas, ingegnere e politico brasiliano († 2001)
- 21 aprile - Silvana Mangano, attrice italiana († 1989)
- 21 aprile - Dieter Roth, poeta e artista tedesco († 1998)
- 22 aprile - Carlo Bernardini, fisico e divulgatore scientifico italiano († 2018)
- 22 aprile - Giovanna Fiorenzi, scultrice e ceramista italiana († 2020)
- 22 aprile - Carla Formaggio, ex cestista italiana
- 22 aprile - Enno Penno, politico e diplomatico estone († 2016)
- 23 aprile - Jorge Bogado, cestista e allenatore di pallacanestro paraguaiano († 2006)
- 23 aprile - Aby Gartmann, bobbista svizzero († 2018)
- 23 aprile - Duvall Hecht, canottiere statunitense († 2022)
- 23 aprile - Rinaldo Magnani, politico italiano († 2006)
- 23 aprile - Alan Oppenheimer, doppiatore e attore statunitense
- 23 aprile - Pino Zac, fumettista, regista e animatore italiano († 1985)
- 24 aprile - Enrique Badía Romero, fumettista spagnolo († 2024)
- 24 aprile - Richard Donner, regista, produttore cinematografico e produttore televisivo statunitense († 2021)
- 24 aprile - Conn Findlay, canottiere e velista statunitense († 2021)
- 24 aprile - Rodolfo Micheli, calciatore argentino († 2022)
- 24 aprile - Sergio Micheli, regista e storico del cinema italiano († 2015)
- 24 aprile - José Sarney, politico brasiliano
- 24 aprile - Dorothy Uhnak, scrittrice statunitense († 2006)
- 24 aprile - Maria da Conceição Tavares, economista e politica portoghese († 2024)
- 25 aprile - Albano Bortoletto Cavallin, arcivescovo cattolico brasiliano († 2017)
- 25 aprile - Ugo Crescenzi, politico italiano († 2017)
- 25 aprile - Ignazio Fabra, lottatore italiano († 2008)
- 25 aprile - Paul Mazursky, regista, sceneggiatore e attore statunitense († 2014)
- 25 aprile - Davide Montemurri, attore e regista italiano († 2021)
- 25 aprile - Violetta Ferrari, attrice ungherese († 2014)
- 26 aprile - Manfredi Bosco, politico italiano († 2010)
- 26 aprile - Joe Dean, cestista e dirigente sportivo statunitense († 2013)
- 26 aprile - Oliviu Gherman, fisico, politico e diplomatico rumeno († 2020)
- 26 aprile - Roger Moens, ex mezzofondista belga
- 26 aprile - Konrad Petzold, regista, sceneggiatore e attore tedesco († 1999)
- 26 aprile - Mario Pieri, calciatore italiano († 2008)
- 26 aprile - Marco Terragni, imprenditore e inventore italiano († 2006)
- 26 aprile - Lodewijk Woltjer, astronomo e antropologo olandese († 2019)
- 27 aprile - Fokke Akkerman, latinista e grecista olandese († 2017)
- 27 aprile - Giuseppe Console, italiano († 2014)
- 27 aprile - Ivo Frosio, calciatore svizzero († 2019)
- 27 aprile - Gordon Morison, illustratore statunitense († 2000)
- 27 aprile - Pierre Rey, giornalista e scrittore francese († 2006)
- 27 aprile - Piero Ruggeri, pittore italiano († 2009)
- 27 aprile - Adelio Giuseppe Tomasin, vescovo cattolico e missionario italiano († 2024)
- 28 aprile - James Baker, politico statunitense
- 28 aprile - Enrico Cuoghi, calciatore italiano († 2019)
- 28 aprile - Tullio Ghersetich, calciatore italiano († 2020)
- 28 aprile - Carolyn Jones, attrice statunitense († 1983)
- 28 aprile - Ignacio Poletti, cestista argentino († 2023)
- 28 aprile - Richard C. Sarafian, regista e attore statunitense († 2013)
- 28 aprile - Paul Vecchiali, regista, sceneggiatore e scrittore francese († 2023)
- 29 aprile - Mahmud di Terengganu, sovrano malese († 1998)
- 29 aprile - Henrik Coppens, calciatore e allenatore di calcio belga († 2015)
- 29 aprile - Giorgio Gonelli, aviatore e militare italiano († 1961)
- 29 aprile - Derek Humphry, giornalista, saggista e attivista britannico († 2025)
- 29 aprile - Filiberto Manzo, cestista messicano († 1996)
- 29 aprile - Luigi Nocivelli, imprenditore e dirigente d'azienda italiano († 2006)
- 29 aprile - Claus Ogerman, compositore, arrangiatore e direttore d'orchestra tedesco († 2016)
- 29 aprile - Roberto Paoli, ispanista, critico letterario e traduttore italiano († 2000)
- 29 aprile - Joe Porcaro, percussionista e batterista statunitense († 2020)
- 29 aprile - Jean Rochefort, attore francese († 2017)
- 29 aprile - Aldo Tambellini, artista italiano († 2020)
- 30 aprile - Jürgen Ahrend, organaro tedesco († 2024)
- 30 aprile - Antonietta Dosi, scrittrice, filologa classica e grecista italiana († 2023)
- 30 aprile - Eugen Meier, calciatore svizzero († 2002)
- 30 aprile - Gianlorenzo Pacini, slavista e traduttore italiano († 2021)
- 30 aprile - Elena Santoni, ginnasta italiana († 2022)